# Cordia hebeclada
Cordia hebeclada är en strävbladig växtart som beskrevs av L M. Johnston. Cordia hebeclada ingår i släktet Cordia, och familjen strävbladiga växter. Inga underarter finns listade i Catalogue of Life.